# François Ier d'Avaugour
Pour les articles homonymes, voir François Ier.
François Ier d'Avaugour, né en 1462 et mort en 1510, comte de Vertus, de Goëllo, Baron d'Avaugour et seigneur de Clisson. Il est le fils bâtard du duc de Bretagne François II et de la vicomtesse de la Guerche Antoinette de Maignelais.

## Biographie
Il est le fondateur de la seconde maison d’Avaugour des comtes de Goëllo, et fait comte de Vertus en 1485. Il renonce devant les États de Bretagne à ses droits personnels au profit de Anne de Bretagne, sa demi-sœur, lors de la crise de succession de 1488-1491 mais ceux-ci continuant selon le droit breton en poursuite de sa postérité.
Il est gouverneur de Saint-Malo. Il est fait chevalier de l’ordre de Saint-Michel par le roi de France, et s’oppose à son père, notamment autour des conflits autour de la personnalité de Pierre Landais et à la fin de la guerre folle.

### Descendance
Il épouse en 1492 Madeleine de Brosse, fille de Jean III, comte de Penthièvre, dont :
- deux fils, et une fille Anne, morts jeunes
- François II d'Avaugour (1493 † 1517)[2], et postérité.